# Bafoussam
Bafoussam er en by i det vestlige Cameroun med et indbyggertal (pr. 2001) på cirka 242.000. Byen er hovedstad i landets Vestprovins og er samtidig regionens vigtigste handelsby.
1. ↑  webcitation.org (fra Wikidata).